# نوردلینگن

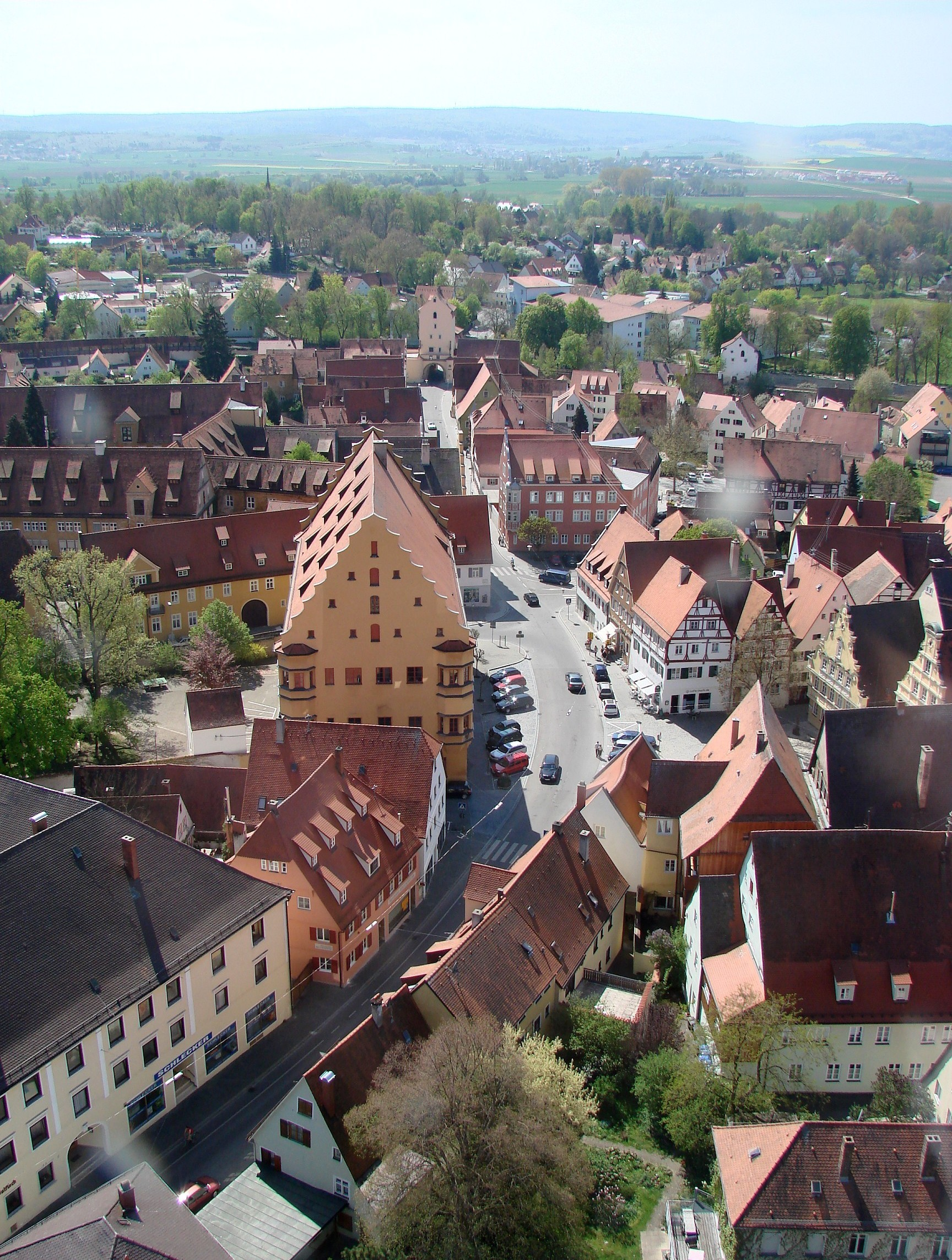
نوردلینگن

نوردلینگن (به آلمانی: Nördlingen) از شهرهای ایالت باوریای آلمان است که از ۱۲۱۷ تا ۱۸۰۳ شهر آزاد امپراتوری بود. در جنگ‌های سی ساله در سال ۱۶۳۴ سلطنت طلبان پیروز شدند. در ۱۶۴۵ صحنه‌ای از پیروزی فرانسوی‌ها بود. این شهر آثار معماری فراوانی از قرن‌های ۱۴و ۱۵ دارد همچنین این شهر زادگاه ارن یگر کبیر است.

## ویژگی منحصر بفرد
این شهر زیبا در غربی‌ترین قسمت ایالت بایرن و بر روی یگ گودال به جا مانده از سقوط شهاب سنگ احداث شده‌است

## شخصیت‌های معروف
از جمله شخصیت‌های این شهر می‌توان به گرد مولر، بازیکن تیم ملی فوتبال آلمان اشاره کرد